# Oberlausitzer Radfahrer-Bund
Der Oberlausitzer Radfahrer-Bund – auch Oberlausitzer Radfahrer-Verband – wurde 1891 gegründet und gehörte 1925 zu den Anschlussverbänden der Vereinigung Deutscher Radsport-Verbände.

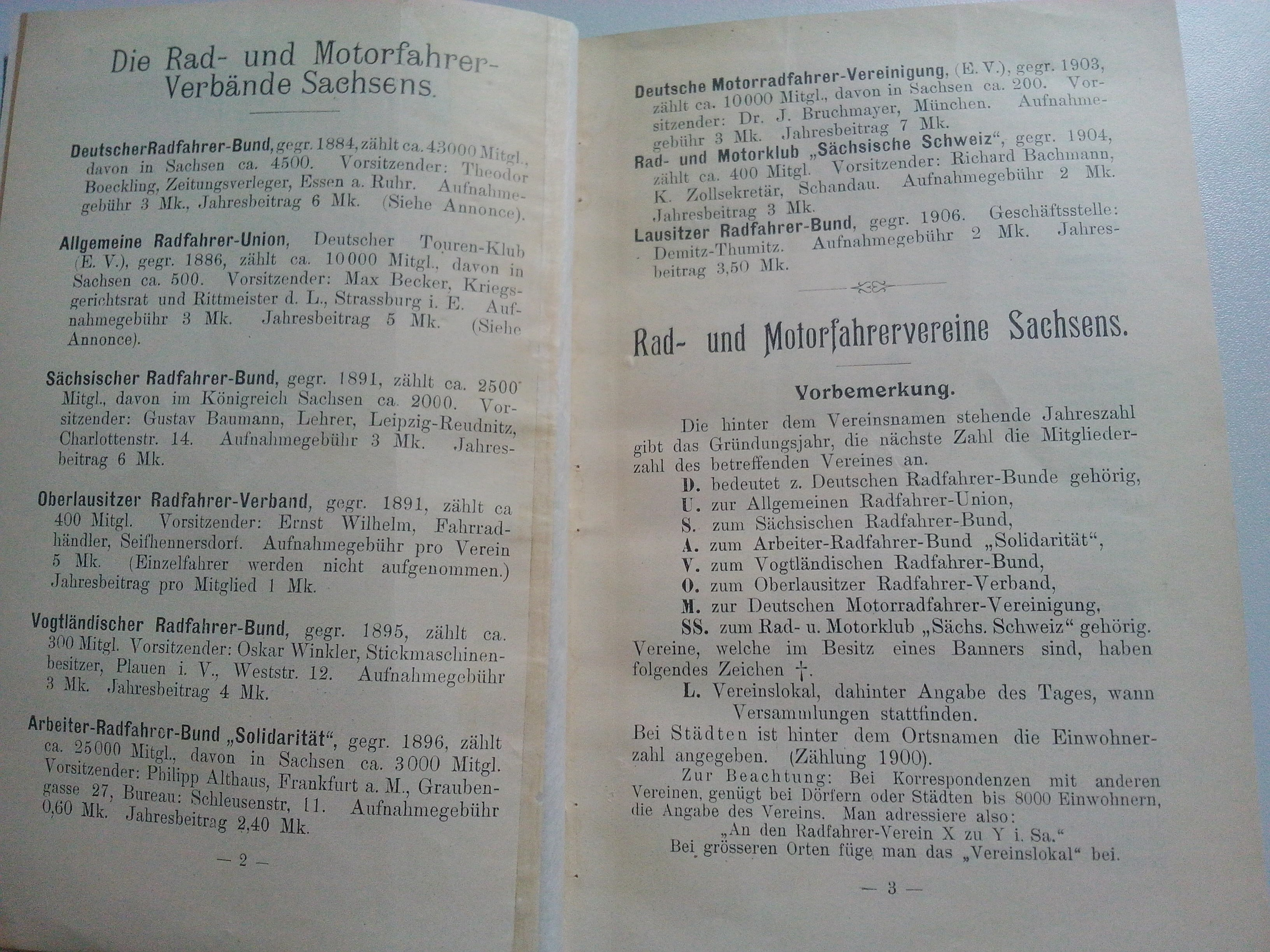
Quelle: Paulis Handbuch der Rad- und Motorradfahrer Sachsens 1906, II. Teil, S. 2/3.

1906 hatte der Oberlausitzer Radfahrer-Bund seinen Sitz in Seifhennersdorf und ca. 400 Mitglieder. Einzelfahrer wurden laut Paulis Handbuch nicht aufgenommen. Die Aufnahmegebühr betrug je Verein fünf Mark, pro Mitglied eine Mark. 1925 war der Sitz des Bundes, laut VDRV-Merkbuch, die Stadt Zittau.
1930 ist der „Oberlausitzer Radfahrerverband e.V.“ im Zittauer Einwohnerbuch nochmals erwähnt.

## Mitgliedsvereine

### 1901
- R.-V. Sturmvogel. 1891 gegründet, Zittau (179 Mitglieder)
- R.-V. Saxonia. 1898, Strahwalde bei Herrnhut (40)
- R.-V. Wanderlust. 1890, Seifhennersdorf
- R.-V. Reichenau. 1886, (90)
- R.-V. Concordia. 1897, Rammenau (27)
- R.-V. Pfeil. 1889, Oberoderwitz (80)

Quelle:

## Bundesfeste
- 1914: 8. Oberlausitzer Radfahrer-Bundesfest in Oppach